# Attaques d'Erbil
 (février 2021).
Si vous disposez d'ouvrages ou d'articles de référence ou si vous connaissez des sites web de qualité traitant du thème abordé ici, merci de compléter l'article en donnant les références utiles à sa vérifiabilité et en les liant à la section « Notes et références ».
Les attaques d'Erbil sont survenues le 15 février 2021 vers 21 h 30 heure locale lorsqu'environ quatorze roquettes ont été tirées depuis une zone au sud d'Erbil, la capitale de la région du Kurdistan, en Irak. Trois des roquettes ont directement touché la base de la coalition dirigée par les États-Unis près de l'aéroport international d'Erbil. Les autres roquettes ont touché des zones résidentielles et des installations civiles à proximité de l'aéroport. Un entrepreneur civil a été tué dans l'attaque, huit autres ont été blessés, dont un militaire américain.
L'identité des assaillants n'était pas claire au départ, les autorités irakiennes et américaines ayant ouvert une enquête pour identifier ceux qui étaient à l'origine des attaques. Un groupe armé chiite peu connu, Saraya Awliya al-Dam, a ensuite revendiqué la responsabilité de l'attaque. Malgré cela, plusieurs responsables kurdes irakiens et irakiens et des analystes occidentaux ont accusé l'Iran et les milices soutenues par l'Iran d'être derrière l'attaque. Les tensions entre les États-Unis et l'Iran sont vives depuis l'assassinat de Qassem Soleimani, un haut commandant iranien de la Force Qods, en janvier 2020. Les autorités iraniennes ont réfuté et condamné les allégations de son implication dans les attaques.
L'attaque a été la pire et la plus meurtrière en un an contre la coalition militaire dirigée par les États-Unis en Irak, et il s'agit de la première fois depuis la fin de 2020 que des installations militaires ou diplomatiques occidentales étaient ciblées dans le pays. Il s'agit de l'attaque la plus grave contre la coalition dirigée par les États-Unis depuis que l'administration Biden a pris le pouvoir en janvier 2021 et a suscité des craintes d'escalade. À la suite de l'attaque, l'OTAN a annoncé qu'elle augmenterait la taille de ses forces en Irak de 500 à environ 4 000 hommes. Par la suite, l'aéroport international d'Erbil sera de nouveau - en juillet et en septembre de la même année -  la cible d'attaques semblables de la part de groupes terroristes difficilement identifiables.